# Strandskärlånga
Strandskärlånga (Gaidropsarus mediterraneus) är en fisk i familjen lakefiskar som finns från södra Norge till Medelhavet.

## Utseende
Strandskärlångan har två ryggfenor. Den främre har kort längd och mycket låg höjd, med undantag för den förlängda första fenstrålen som är större än ögats diameter (till skillnad från den nära släktingen tretömmad skärlånga). Den bakre ryggfenan är mycket lång och når nästan ända till stjärtfenan. Även analfenan är relativt lång. Kroppen är långsträckt, med tre skäggtömmar på huvudet; en under hakan och två på nosens ovansida. Färgen är gråbrunaktig till rödbrun på rygg och sidor, medan buken är ljusare. Ungfiskar är grönblåaktiga på ovansidan och silverfärgade på sidor och buk. Ryggen är ofta marmorerad. Längden når upp till 50 cm.

## Vanor
Arten är en bottenfisk som föredrar klippbotten med växtlighet ner till 60 meters djup. Den lever av fisk, kräftdjur, maskar och alger.

## Utbredning
Strandskärlångan finns från  södra Norge över Brittiska öarna till Medelhavet, Svarta havet och västra Nordafrika. Arten går in i Skagerack.

## Kommersiell användning
Arten erhålles som bifångst vid annat fiske och används både färsk som matfisk och som industrifisk.